# Euhystricia cussiliris
Euhystricia cussiliris là một loài ruồi trong họ Tachinidae.